# Fanny Rey
Pour les articles homonymes, voir Rey.
Fanny Rey, née le 25 septembre 1981 en Bourgogne, est une chef cuisinière française.
Fanny Rey est connue du grand public comme finaliste de la saison 2 de Top Chef sur M6 en 2011.
Le restaurant l'Auberge de Saint-Rémy-de-Provence dont elle est chef est étoilé au Guide Michelin depuis 2017 et doublement étoilé en 2025. Cela fait de Fanny Rey une des rares femmes chef étoilées en France.

## Biographie
Fanny Rey grandit en Bourgogne, dans une famille modeste[source insuffisante] et découvre la cuisine en faisant des crêpes. À 15 ans, elle part dans le Jura faire un CAP dans une école hôtelière.
Fanny Rey commence sa carrière chez Nicolas Le Bec aux Fermes de Marie à Megève. Elle travaille ensuite à la Bastide de Marie à Ménerbes, avant de s'engager dans la Marine Nationale à Brest. Elle reste six mois chez les marins-pompiers à Marseille puis revient à sa carrière en cuisine. Elle travaille avec Michel Roth au Ritz à Paris puis à l'Oustau de Baumanière aux Baux-de-Provence. C'est là qu'elle rencontre son mari, Jonathan Wahid, chef pâtissier et champion de France des desserts en 2005.
En 2011, elle participe à la saison 2 de Top Chef sur M6 dont elle termine finaliste.
En 2012 elle ouvre son propre restaurant en reprenant avec Jonathan Wahid l'Auberge de la Reine Jeanne à Saint-Rémy-de-Provence. Le restaurant est rebaptisé Auberge de Saint-Rémy-de-Provence.
En 2017, le guide Michelin décerne une étoile à son restaurant et l'élit « Femme Chef de l'année »,,. Elle est la seule femme à décrocher une nouvelle étoile cette année-là.
Pendant la saison d'hiver 2019-2020, elle prend les cuisines de l’hôtel cinq étoiles La Sivolière, à Courchevel,. En juin 2020, elle participe avec plusieurs chefs étoilés à l'opération « À table, les soignants ! ». Le but est d'offrir aux membres du personnel hospitalier, qui ont été fortement sollicités pendant l'épidémie de Covid-19, un dîner gastronomique dans un des restaurants partenaires.
L’Auberge de Saint-Rémy reçoit une deuxième étoile en mars 2025.
Le 20 mai 2025, la veille de la publication du livre-enquête Violences en cuisine, une omerta à la française, de la journaliste Nora Bouazzouni, elle fait partie du collectif de chefs qui lance l'opération « Cuisines ouvertes » et signe un manifeste censé présenter au public les « mesures concrètes qui favorisent la qualité de vie au travail ». À l'AFP, Fanny Rey déplore un livre qui va semer « la zizanie » et affirme que si « de plus en plus de restaurants font des cuisines ouvertes", c'est « parce qu'on n'a rien à cacher ». Interrogée, la journaliste Nora Bouazzouni rétorque : « Ouvrir ses cuisines au public, c'est comme ouvrir ses cuisines aux caméras. Ça ne garantit en rien une forme de transparence sur les conditions de travail. »